# FK Zenit Sankt Petersburgs transferhistoria
FK Zenit Sankt Petersburgs transferhistoria beskriver de spelarövergångar Zenit har haft genom tiderna.

## 2008

### Sommaren 2008
In
| Pos. | Spelare              | Tidigare klubb    | Transfersumma   | Kontraktslängd |
| M    | Ilja Maksimov        | FC Chimki         | N/A             | N/A            |
| F    | Sébastien Puygrenier | AS Nancy Lorraine | 6 000 000 euro  | 2012           |
| MF   | Danny                | FC Dynamo Moskva  | 30 000 000 euro | N/A            |

Ut
| Pos. | Spelare           | Ny klubb  | Transfersumma | Kontraktslängd |
| M    | Ilja Maksimov     | FC Chimki | N/A           | N/A            |
| MV   | Michail Kersjakov | Volga FC  | N/A           | N/A            |

## 2009

### Sommaren 2009
In
| Pos. | Spelare           | Tidigare klubb | Transfersumma  | Kontraktslängd |
| F    | Sergej Kornilenko | FC Tom Tomsk   | euro           |                |
| MF   | Alessandro Rosina | Torino FC      | 7 500 000 euro | 30 juli 2013   |

Ut
| Pos. | Spelare              | Ny klubb       | Transfersumma   | Kontraktslängd |
| MF   | Anatolij Timosjuk    | Bayern München | 14 000 000 euro | 30 juni 2012   |
| F    | Sébastien Puygrenier | AS Monaco FC   |                 |                |

### Vintern 2009
In
| Pos. | Spelare         | Tidigare klubb   | Transfersumma  | Kontraktslängd      |
| MF   | Igor Semsjov    | FC Dynamo Moskva | 4 500 000 euro | 2013                |
| MF   | Szabolcs Huszti | Hannover 96      | 3 000 000 euro | 2013, 30 000€/vecka |
| F    | Fernando Meira  | Galatasaray SK   | 6 500 000 euro |                     |

Ut
| Pos. | Spelare              | Ny klubb                                            | Transfersumma      | Kontraktslängd |
| F    | Sébastien Puygrenier | Bolton FC                                           | 6 000 000 euro     |                |
| MF   | Andrej Arsjavin      | Arsenal FC                                          | 10-12 000 000 pund |                |
| MF   | Vladislav Radimov    | Lägger ner fotbollen                                |                    |                |
| MF   | Olexandr Gorsjkov    | Lägger ner fotbollen & blir lärare i Zenits akademi |                    |                |
| MF   | Lee Ho               | Seongnam Ilhwa Chunma                               |                    |                |